# Serebro
Serebro (ros. Серебро) – rosyjskie trio grające muzykę pop, stworzone w 2007 przez menedżera i producenta Maksima Fadiejewa na potrzeby reprezentowania Rosji w 52. Konkursie Piosenki Eurowizji (2007).

## Historia zespołu

### 2007-08: Początki, Konkurs Piosenki Eurowizji iOpiumRoz
W lutym 2007 producent Maksim Fadiejew zaczął przygotowania do nowego projektu muzycznego pod nazwą Serebro, który miałby zostać zgłoszony do rosyjskiego nadawcy publicznego (tj. Pierwyj kanał) jako potencjalny kandydat do reprezentowania Rosji w 52. Konkursie Piosenki Eurowizji, organizowanym w Helsinkach. Początkowo miał być to jednoosobowy projekt, ostatecznie uformowano trzyosobowy zespół, w którego skład weszły: Jelena Tiemnikowa (uczestniczka programu Fabrika zwiozd 2), Marina Lizorkina i Olga Sieriabkina. 8 marca komisja jurorska, powołana przez Pierwyj kanał, ogłosiła, że Serebro będzie reprezentował Rosję w konkursie z utworem „Song #1”. Dzięki dobremu wynikowi zajętemu przez Rosję w finale konkursu w 2006 roku, wokalistki miały zapewnione miejsce w sobotnim finale imprezy, który odbył się 12 maja. Zajęły w nim trzecie miejsce po zdobyciu łącznie 207 punktów.

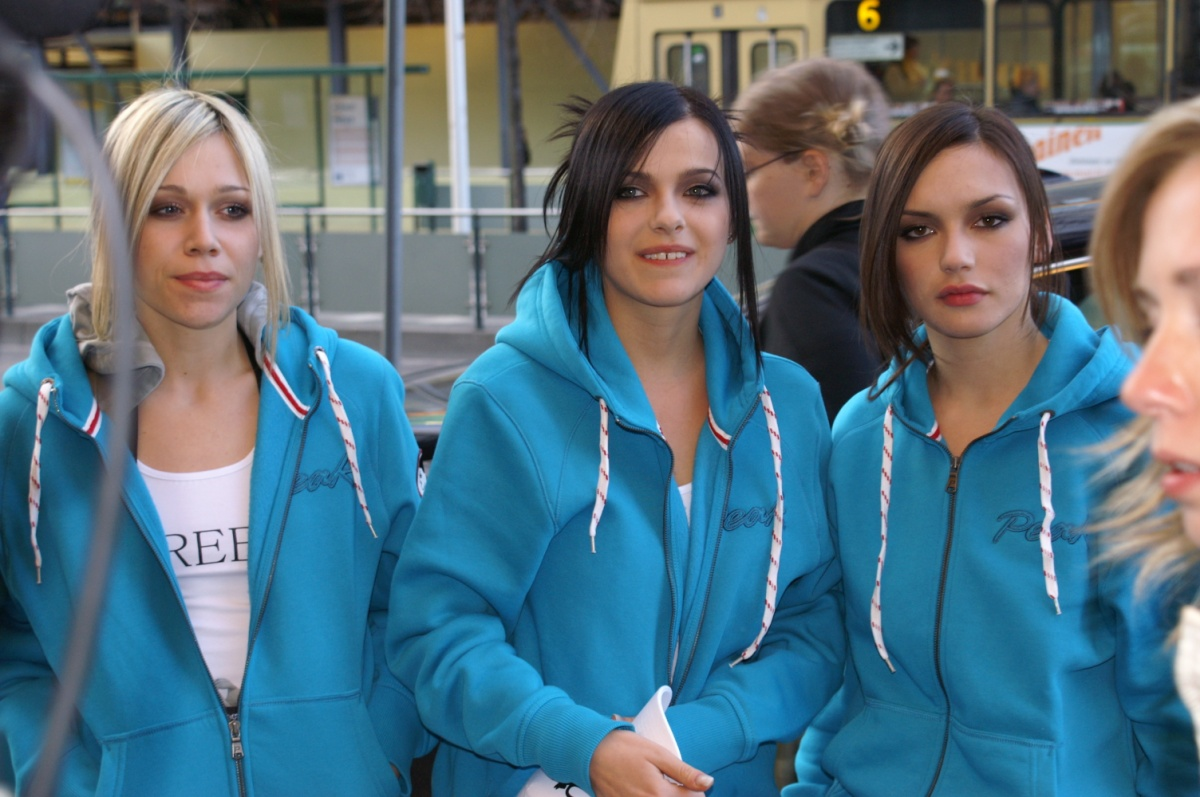
Wokalistki Serebro, od lewej: Marina Lizorkina, Jelena Tiemnikowa i Olga Sieriabkina, maj 2007

Po udziale w Konkursie Piosenki Eurowizji stały się jednym z najpopularniejszych zespołów muzycznych w kraju. Niedługo po występie w finale wydały maxi singiel „Song #1”, na którym znalazło się trzynaście różnych wersji utworu, w tym jego rosyjskojęzyczna wersja – „Piesnija #1”. Utwór trafił na listy przebojów w kraju oraz w Szwajcarii, Niemczech, Irlandii i Wielkiej Brytanii. Latem wokalistki wyruszyły w międzynarodową trasę koncertową, obejmującą występy nie tylko w Rosji, ale też w Kazachstanie, Turcji, Polsce, Uzbekistanie i Białorusi. Single zespołu nie miały tytułów, nazywane były Song #1, #2, #3 itd., co, według wokalistek oraz menedżera, miało ułatwić słuchaczom zapamiętanie każdego utworu.
W lipcu wydały drugi singiel – „Dyszy”, do którego zrealizowały teledysk. Na gali wręczenia rosyjskich nagród muzycznych (RMA), przyznawanych przez telewizję MTV, zaprezentowały premierowy kolejny singiel – „What’s Your Problem?”. Podczas gali odebrały też statuetkę w kategorii „Najlepszy debiut”, nominowane były również do wygranej w trzech innych kategoriach: „Najlepszy projekt popowy”, „Najlepszy utwór” oraz „Najlepszy teledysk”. W grudniu tego samego roku zdobyły Złoty Gramofon w kraju oraz nagrodę podczas World Music Award za najlepszy wynik sprzedaży albumów przez rosyjskiego artystę.

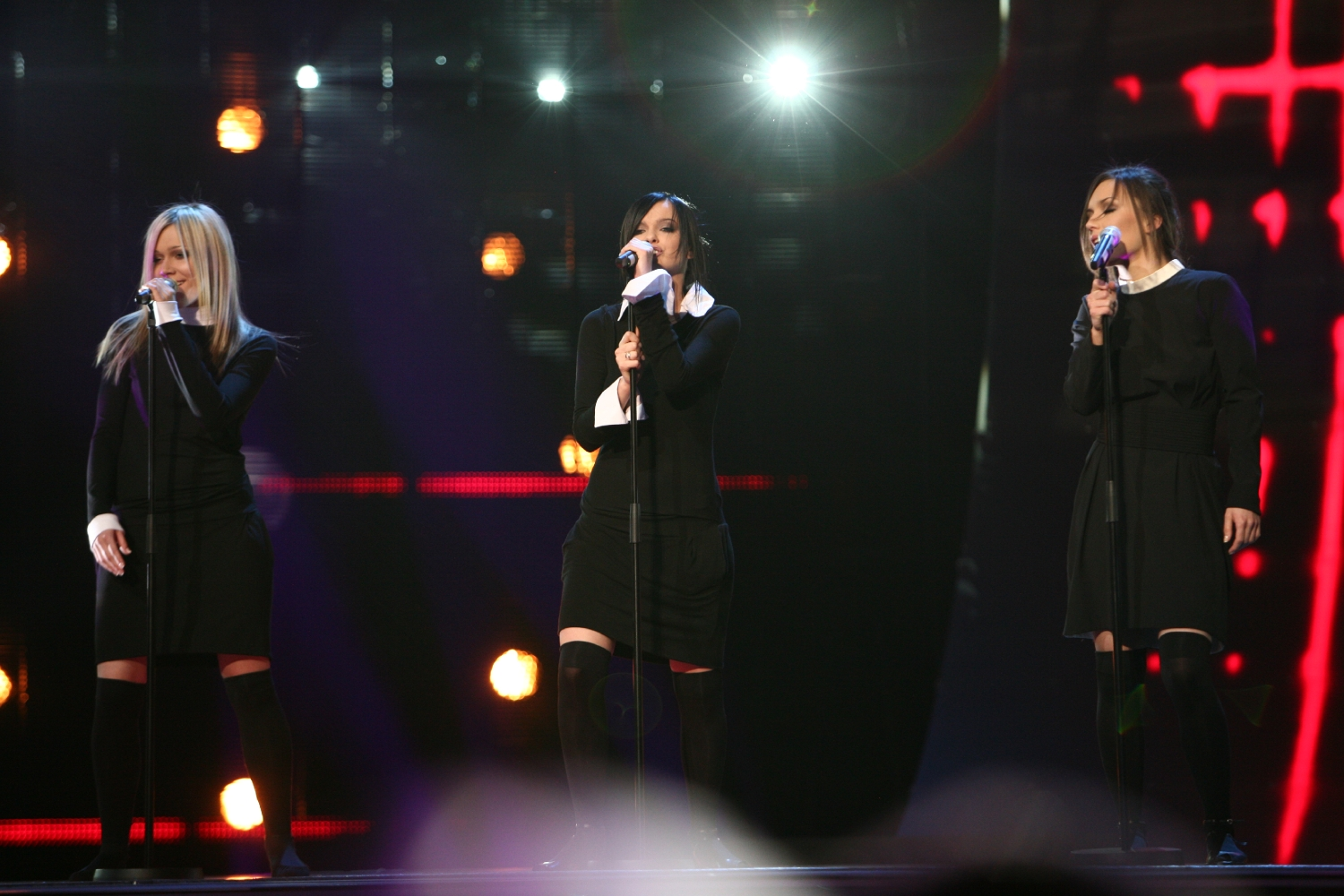
Serebro podczas występu w 52. Konkursie Piosenki Eurowizji w Helsinkach, maj 2007

Pod koniec lutego 2008 pojawiły się w programie rozrywkowym Zwiezda, podczas którego zaśpiewały patriotyczny wiersz „Żurawie”, napisany przez Rasuła Gamzatowa podczas II wojny światowej. 13 maja ogłosiły, że trzecim singlem zapowiadającym ich debiutancki album będzie utwór „Opium” (ang. „Why”), mający swoją premierę podczas porannej audycji BrigadaU, nadawanej przez radio Europa Plus.
Pierwsza płyta studyjna Serebro miała zostać wydana 17 października 2008, ale do premiery nie doszło z powodu opóźnienia związanego ze stworzeniem ostatecznej listy utworów. Miesiąc później ukazał się nowy utwór zespołu – „Skażi, nie molczi”, do którego niedługo potem zaprezentowano teledysk. W tym samym czasie grupa otrzymała nagrodę w kategorii „Najlepszy zespół” na gali wręczenia MTV RMA 2008. Po dwóch latach przygotowań, 25 kwietnia 2009, ukazała się ich debiutancka płyta studyjna zatytułowana OpiumRoz, którą wokalistki zaprezentowały podczas koncertu promocyjnego w Poklonnaja Hill.
18 czerwca 2009 Lizorkina odejście z zespołu z powodów finansowych oraz osobistych. Jej miejsce w zespole zajęła Anastasija Karpowa. Kilka dni później ukazał się kolejny singiel zespołu – „Sładko” (wersja ang.: „Like Mary Warner”), który został pierwszym utworem nagranym w nowym składzie.

### 2010-12:Mama Lover
Na początku kwietnia 2010 wokalistki rozpoczęły się nagrania teledysku do kolejnej piosenki zespołu – „Nie wriemia” (ang. „Sexing You”). Zespół wówczas wydał także swoją debiutancką EP-kę zatytułowaną Izbrannoje, na którym znalazły się m.in. utwory „Like Mary Warner”, „Opium” i „Sładko”, a także remiks utworu „Skaży, nie mołczi”, wykonany przez Daniiła Babiczewa. Pod koniec sierpnia zespół zagrał pierwszą solową trasę koncertową po Czechach, a po jej zakończeniu zaprezentował siódmy singiel – „Dawaj dierżatsia za ruki” oraz otrzymał nominację do Europejskiej Nagrody Muzycznej MTV dla najlepszego rosyjskiego wykonawcy.

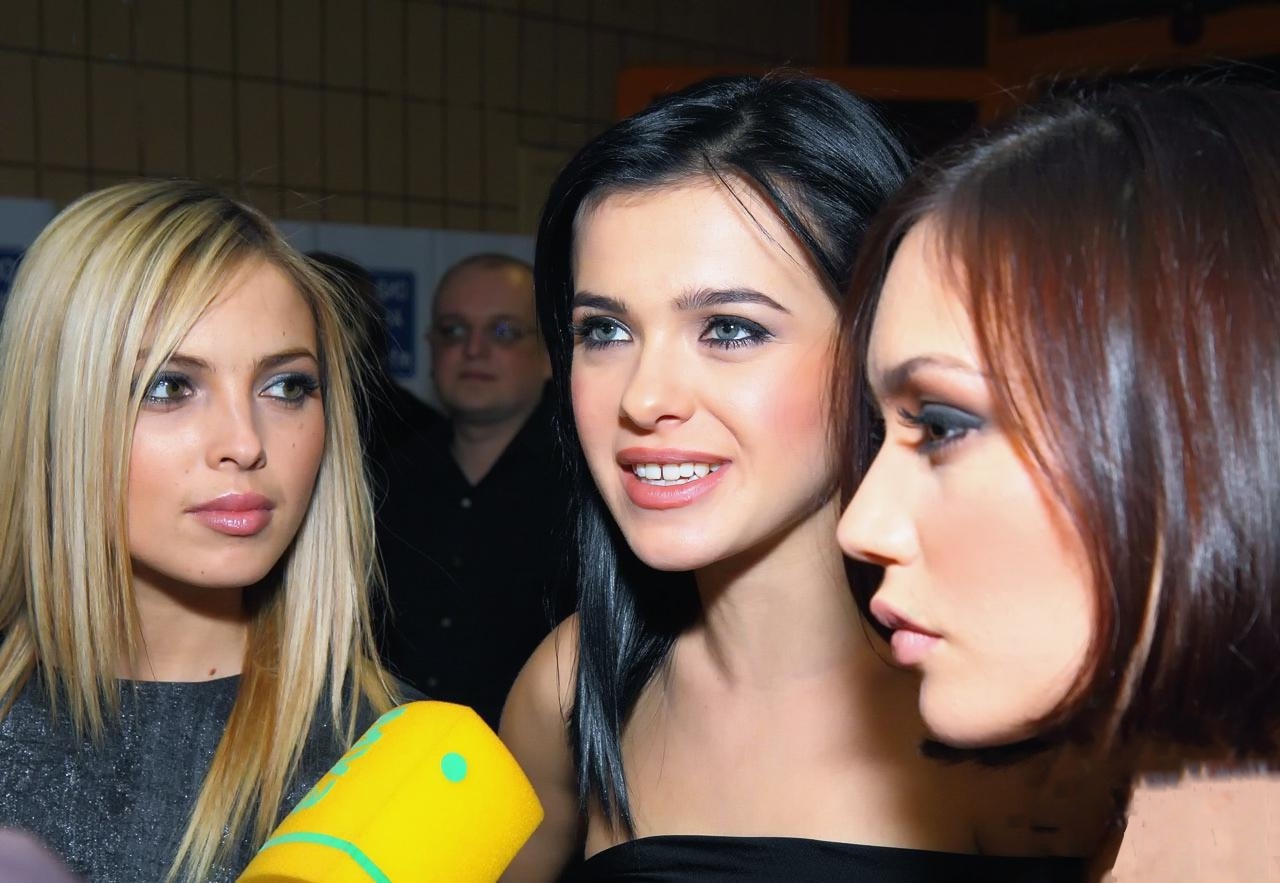
Serebro, 2009

Pod koniec lipca 2011 w radiu Europa Plus Live premierę miał kolejny singiel zespołu – „Mama Lover”, który został ich trzecim anglojęzycznym utworem. We wrześniu ukazał się oficjalny teledysk do rosyjskojęzycznej wersji utworu – „Mama ljuba”, który trafił na europejskie listy przebojów m.in. w Hiszpanii, Belgii, Czechach oraz we Włoszech. W ostatnim kraju singiel otrzymał status platynowej płyty, osiągając wynik ponad 30 tys. sprzedanych egzemplarzy.
W maju 2012 wokalistki wyruszyły w kolejną europejską trasę koncertową. 19 czerwca) wydały swój drugi album studyjny zatytułowany Mama Lover, który zyskał w kraju status platynowej płyty za osiągnięcie wyniku ponad 300 tys. sprzedanych egzemplarzy.

### 2013–2017:Siła trioch
W styczniu 2013 ogłosiły chęć wydania albumu kompilacyjnego, pt. Serebration!, zawierającego utwory z obu poprzednich płyt. W planach była także trasa koncertowa po Japonii, będąca efektem podpisania przez wokalistki kontraktu z tamtejszą filią wytwórni EMI Music. W marcu zaprezentowały swój kolejny singiel – „Sexy Ass”, a w czerwcu – „Mi Mi Mi”, który trafił na piąte miejsce włoskiej listy przebojów na iTunes.
W lipcu 2013 wydały utwór „Little of You”, który dotarł do piątego miejsca rosyjskich notowań. W tym samym czasie nawiązały współpracę z DJ-em M.E.G.'em, z którym nagrały piosenkę „Ugar”, mającą premierę 18 września. Niedługo po wydaniu singla zespół podpisał kontrakt muzyczny z wytwórniami Republic Records i Universal Music Group oraz wydał piosenkę „Mi Mi Mi” jako swój pierwszy międzynarodowy singiel.

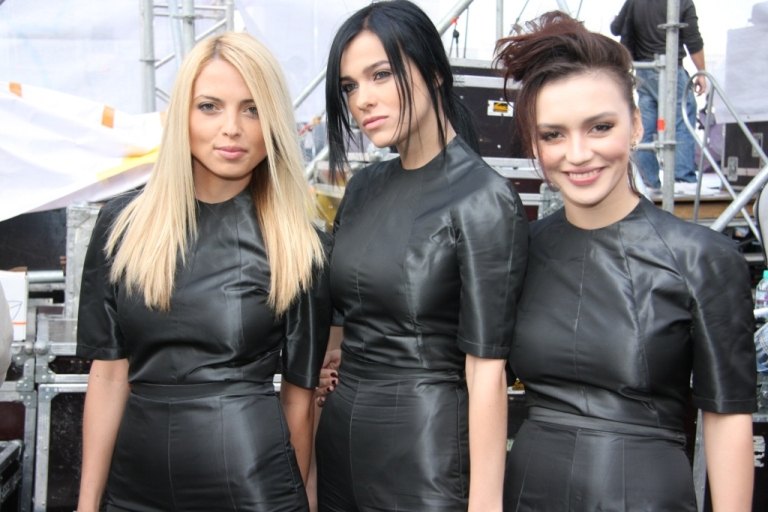
Serebro, 2010

28 września 2013 Karpowa potwierdziła doniesienia o odejściu z zespołu oraz planach skupienia się na karierze solowej. Jej miejsce w zespole zajęła Darja Szaszyna, która oficjalnie dołączyła do składu 3 października. Zespół w nowym składzie nagrał ponownie swoje dwie piosenki – „Mało tiebia” i „Ugar”, do których zrealizował teledyski.
15 maja 2014 pojawiła się informacja o pogorszeniu zdrowia Tiemnikowej. Fadiejew zdecydował, że aż do znalezienia nowej wokalistki zastąpi ją Anastasija Karpowa. 5 czerwca do zespołu dołączyła Polina Faworska, która na stałe zastąpiła Tiemnikową. Od czasu pojawienia się nowej wokalistki trio wydało trzy nowe single: „Nie nado bolnieje”, „Pierieputala” i międzynarodowy singiel „Kiss”.
Wiosną 2016 zespół poinformował o poważnej chorobie Szaszynej, cierpiącej z powodu wrodzonej dysplazji stawu kolanowego. Piosenkarka wyznała, że musi przejść dwie poważne operacje. Na czas jej nieobecności nową wokalistką została Jekatierina Kiszczuk, która nagrała z zespołem singiel „Chocolate”, wydany 18 kwietnia. 26 kwietnia wokalistki ogłosiły premierę swojego nowego albumu zatytułowanego Siła trioch, której premierę odbyła się 27 maja. Na płycie znalazło się szesnaście utworów, w tym piętnaście nagranych z Szaszyną, a jedna z Kiszczuk.

### Od 2018: Całkowita zmiana składu i rozwiązanie
10 października 2018 Sieriabkina poinformowała o nadchodzącym odejściu ze składu zespołu po 12 latach współpracy, tłumacząc decyzję chęcią rozwoju solowego. Zgodnie z zapowiedziami, pozostanie w zespole do lutego 2019. 28 listopada 2018 na oficjalnym forum zespołu pojawiła się informacja o rozpadzie obecnego składu. Jekatierina Kiszczuk i Tatiana (Tania) Morgunova poinformowały na swoich mikroblogach, że w lutym 2019 również opuszczą zespół, by skupić się na karierze solowej, a w ich miejsce pojawią się trzy nowe wokalistki. 28 listopada rozpoczął się casting na nowy skład. 26 stycznia odbył się ostatni koncert Serebro w składzie Olga, Jekaterina i Tatiana. Nowy skład zostanie ogłoszony w połowie lutego 2019.
Reality-show #serebrocasting nie zakończył się w finale, ponieważ producent grupy nie zobaczył w żadnej z uczestniczek przyszłego składu Serebro. Przedłużył kasting i od tamtej pory odbywał się w tajnej formie. 
14 lutego 2019 na koncercie walentynkowym kanału telewizyjnego Muz-TV wystąpił nowy skład zespołu Serebro. Nowymi wokalistkami zespołu zostały: Marianna Koruczowa, Elizawieta Korniłowa i Irina Titowa.
Na jesieni 2019 pojawiły się kolejne informacje o rozwiązaniu grupy. Powodem rozwiązania miał być znaczący spadek zainteresowania grupą oraz niskim poziomem wokalnym wokalistek. W 2021 roku wytwórnia MALFA  sprzedała prawa własności wszystkich utworów SEREBRO. 26 sierpnia 2021 nieoczekiwanie na oficjalnym kanale grupy w serwisie YouTube zaprezentowano nowy utwór "Love Song" 

## Skład
| №  | Lata        | Skład              | Skład                | Skład              |
| -- | ----------- | ------------------ | -------------------- | ------------------ |
| 1. | 2007 - 2009 | Olga Seriabkina    | Lena Tiemnikowa      | Marina Lizorkina   |
| 2. | 2009 - 2013 | Olga Seriabkina    | Lena Tiemnikowa      | Anastasija Karpowa |
| 3. | 2013 - 2014 | Olga Seriabkina    | Lena Tiemnikowa      | Dasza Szaszina     |
| 4. | 2014        | Olga Seriabkina    | Anastasija Karpowa   | Dasza Szaszina     |
| 5. | 2014 - 2016 | Olga Seriabkina    | Polina Faworska      | Dasza Szaszina     |
| 6. | 2016 - 2018 | Olga Seriabkina    | Polina Faworska      | Katia Kiszczuk     |
| 7. | 2018 - 2019 | Olga Seriabkina    | Tatiana Morgunowa    | Katia Kiszczuk     |
| 8. | 2019        | Marianna Koruczowa | Elizawieta Korniłowa | Irina Titowa       |

## Dyskografia
| - OpiumRoz (2009) - Mama Lover (2012) - Siła trioch (2016) - Chico Loco (2019) | - Serebration! (2013) - Izbrannoe (2010) |